# Sam Adekugbe
Sam Adekugbe (London, 1995. január 16. –) kanadai válogatott labdarúgó, a  Vancouver Whitecaps hátvéde.

## Pályafutása

### Klubcsapatokban
Adekugbe az angol fővárosban, Londonban született. Az ifjúsági pályafutását a kanadai Vancouver Whitecaps akadémiájánál kezdte.
2013-ban mutatkozott be a Vancouver Whitecaps felnőtt keretében. 2016 és 2017 között az angol Brighton & Hove Albion és a svéd Göteborg csapatát erősítette kölcsönben. 2018-ban a norvég első osztályban szereplő Vålerengához igazolt. 2021. augusztus 1-jén hároméves szerződést kötött a török első osztályban érdekelt Hatayspor együttesével. Először a 2021. augusztus 14-ei, Kasımpaşa ellen 1–1-es döntetlennel zárult mérkőzésen lépett pályára. A 2022–23-as szezon második felében a Galatasaray csapatát erősítette kölcsönben. 2023. augusztus 2-án a Vancouver Whitecaps szerződtette.

### A válogatottban
Adekugbe az U18-as és az U20-as korosztályú válogatottakban is képviselte Kanadát.
2015-ben debütált a felnőtt válogatottban. Először a 2015. szeptember 9-ei, Belize ellen 1–1-es döntetlennel zárult mérkőzés 82. percében, Nikolas Ledgerwoodot váltva lépett pályára. Első válogatott gólját 2022. január 30-án, Amerika ellen 2–0-ás győzelemmel zárult VB-selejtezőn szerezte meg.

## Statisztikák
2024. augusztus 8. szerint
| Klub                                | Szezon   | Osztály      | Bajnokság | Bajnokság | Kupa  | Kupa | Nemzetközi | Nemzetközi | Összesen | Összesen |
| Klub                                | Szezon   | Osztály      | Meccs     | Gól       | Meccs | Gól  | Meccs      | Gól        | Meccs    | Gól      |
| ----------------------------------- | -------- | ------------ | --------- | --------- | ----- | ---- | ---------- | ---------- | -------- | -------- |
| Vancouver Whitecaps                 | 2013     | MLS          | 1         | 0         | 0     | 0    | —          | —          | 1        | 0        |
| Vancouver Whitecaps                 | 2014     | MLS          | 4         | 0         | 0     | 0    | —          | —          | 4        | 0        |
| Vancouver Whitecaps                 | 2015     | MLS          | 9         | 0         | 0     | 0    | 4          | 0          | 13       | 0        |
| Vancouver Whitecaps                 | 2016     | MLS          | 2         | 0         | 2     | 0    | —          | —          | 4        | 0        |
| Brighton & Hove Albion (kölcsönben) | 2016–17  | Championship | 1         | 0         | 3     | 1    | —          | —          | 4        | 1        |
| Göteborg (kölcsönben)               | 2017     | Allsvenskan  | 9         | 0         | 0     | 0    | —          | —          | 9        | 0        |
| Vålerenga                           | 2018     | Eliteserien  | 27        | 0         | 2     | 0    | —          | —          | 29       | 0        |
| Vålerenga                           | 2019     | Eliteserien  | 24        | 0         | 1     | 0    | —          | —          | 25       | 0        |
| Vålerenga                           | 2020     | Eliteserien  | 26        | 0         | 0     | 0    | —          | —          | 26       | 0        |
| Vålerenga                           | 2021     | Eliteserien  | 12        | 0         | 0     | 0    | 2          | 0          | 14       | 0        |
| Hatayspor                           | 2021–22  | Süper Lig    | 34        | 0         | 3     | 0    | —          | —          | 37       | 0        |
| Hatayspor                           | 2022–23  | Süper Lig    | 18        | 0         | 0     | 0    | —          | —          | 18       | 0        |
| Galatasaray (kölcsönben)            | 2022–23  | Süper Lig    | 6         | 0         | 0     | 0    | —          | —          | 6        | 0        |
| Vancouver Whitecaps                 | 2023     | MLS          | 12        | 1         | 0     | 0    | —          | —          | 12       | 1        |
| Vancouver Whitecaps                 | 2024     | MLS          | 8         | 0         | 0     | 0    | 1          | 0          | 9        | 0        |
| Összesen                            | Összesen | Összesen     | 193       | 1         | 11    | 1    | 7          | 0          | 211      | 2        |

### A válogatottban
| Válogatott | Év       | Pályára lépés | Gól |
| ---------- | -------- | ------------- | --- |
| Kanada     | 2015     | 2             | 0   |
| Kanada     | 2016     | 1             | 0   |
| Kanada     | 2017     | 3             | 0   |
| Kanada     | 2018     | 1             | 0   |
| Kanada     | 2019     | 2             | 0   |
| Kanada     | 2020     | 2             | 0   |
| Kanada     | 2021     | 13            | 0   |
| Kanada     | 2022     | 13            | 1   |
| Kanada     | 2023     | 5             | 0   |
| Összesen   | Összesen | 42            | 1   |

#### Góljai a válogatottban
| # | Időpont          | Helyszín                            | Ellenfél         | Gólok | Eredmény | Kiírás               |
| - | ---------------- | ----------------------------------- | ---------------- | ----- | -------- | -------------------- |
| 1 | 2022. január 30. | Tim Hortons Field, Hamilton, Kanada | Egyesült Államok | 2–0   | 2–0      | 2022-es VB-selejtező |

## Sikerei, díjai
Galatasaray
- Süper Lig
  - Bajnok (1): 2022–23

 Vancouver Whitecaps
- Kanadai Kupa
  - Győztes (2): 2015, 2024
  - Döntős (2): 2013, 2016

 Kanadai válogatott
- CONCACAF Nemzetek ligája
  - Ezüstérmes (1): 2022–23